# میگل برناردو
میگل برناردو (انگلیسی: Miguel Bernardeau؛ زادهٔ ۱۲ دسامبر ۱۹۹۶) بازیگر اهل اسپانیا است. وی از سال ۲۰۱۶ میلادی تاکنون مشغول فعالیت بوده‌است.
از فیلم‌ها یا برنامه‌های تلویزیونی که وی در آن نقش داشته‌است می‌توان به موج جنایت، الیت و ۱۸۹۹ واین به نفع خود شماست و زورو (مجموعه تلویزیونی ۲۰۲۴) اشاره کرد.